# ラースロー・ベーネス
ラースロー・ベーネス（László Bénes、1997年9月9日 - ）は、スロバキア・トルナヴァ県ドゥナイスカー・ストレダ出身のプロサッカー選手。ウニオン・ベルリン所属。ポジションはMF。

## 経歴

### クラブ
地元クラブのFC DAC 1904ドゥナイスカー・ストレダでプレーを始めた。2011年にジェールETO FCのアカデミーに移籍し、ここでプロデビュー。
2015年2月、MŠKジリナに移籍。
2016年7月、ボルシア・メンヒェングラートバッハに移籍。
2021年2月1日、FCアウクスブルクに2021年6月30日までのレンタル移籍。
2022年6月21日、ハンブルガーSVに4年契約で移籍。
2024年6月28日、ウニオン・ベルリンへ移籍。リーグ開幕戦のマインツ戦でゴールを決めた。

### 代表歴
2017年6月の2018 FIFAワールドカップ・ヨーロッパ予選・リトアニア戦で89分にオンドレイ・ドゥダと交代し初キャップを記録。